# Das weiße Kalb
Das weiße Kalb ist ein Märchen. Es ist in den Irischen Elfenmärchen der Brüder Grimm an erster Stelle enthalten, die sie 1825 aus Fairy legends and traditions of the South of Ireland von Thomas Crofton Croker übersetzten.

## Inhalt
Auf einem Berg in Tipperary leben Elfen. Ihre Königin vertreibt einen Hirten nach dem anderen, die Herde schrumpft. Der verzweifelte Pächter trifft auf der Landstraße Lorenz Hulahan. Der pfeift der Elfin zu ihren Kunststücken. Sie verstellt sich als zahmes weißes Kälbchen, doch er springt auf ihren Rücken und lässt sich mit einem Sprung über den Fluss Shannon und zurück tragen. Zum Lohn für seine Furchtlosigkeit darf er zeitlebens in Ruhe hüten, pfeifen und auf seines Herrn Kosten trinken. Sonst hat er keinen Wunsch.

## Anmerkung
Nach Grimm: Der Berg heißt auf Irisch Knocksheogowna, also „der Berg des Elfenkalbs“. Zum Charakter des Helden vgl. KHM 4 Märchen von einem, der auszog, das Fürchten zu lernen.
Vgl. auch KHM 101 Der Bärenhäuter zum Ausspruch des Helden: „Ich müßte ja ein rechter Bärenhäuter sein“.